# Серно-Соловьевич, Николай Александрович
Никола́й Алекса́ндрович Серно-Соловьевич (13 [25] декабря 1834, Санкт-Петербург — 14 [26] февраля 1866, Иркутск) — русский революционер и публицист. Один из организаторов «Земли и воли». Брат Александра Серно-Соловьевича.

## Биография

### До «Земли и воли»
Родился 13 (25) декабря 1834 года в Санкт-Петербурге в семье чиновника. В 1853 году окончил Александровский лицей, после чего служил в Государственной канцелярии. В декабре 1859 года вышел в отставку. В сентябре 1858 года, когда служил делопроизводителем в главном комитете по крестьянским делам министерства внутренних дел, отправился в Царское село, чтобы вручить царю записку против крепостников.
В 1860 году в Лондоне установил дружеские отношения с Герценом и Огарёвым; познакомился с Джузеппе Мадзини и Пьером Прудоном. Находясь в Лондоне, начал сотрудничать в изданиях Вольной русской типографии. Там было напечатано воззвание «Что нужно народу», одним из авторов которого был Николай Серно-Соловьевич. После возвращения из Лондона в Санкт-Петербург братья Серно-Соловьевичи открыли книжную лавку и читальню. Продажа книг была прикрытием дела распространения революционных материалов. Николай Серно-Соловьевич писал своему другу: 

Я отправился в Лондон и провел там две недели, вернулся освеженным, бодрым, полным энергии более, чем когда-либо!
В 1861 году он вошёл в число соратников Н. Г. Чернышевского.

### «Земля и воля»
Осенью 1861 — весной 1862 г. участвовал в создании революционной организации «Земля и воля»; стал членом её ЦК. Николай Серно-Соловьевич вёл работу по сплочению демократических сил, участвовал в выработке программы, тактики и организационных принципов общества, способствовал развитию связей между петербургским и лондонским центрами русского освободительного движения. Критиковал реформы 1861 года. Его брошюра «Окончательное решение крестьянского вопроса», изданная по цензурным условиям за границей (в Берлине), развивала идею возможности справедливого разрешения крестьянской проблемы только через народную революцию. Враждебность к крепостничеству соединялась у него с отрицательным отношением и к капиталистическому строю. Ему были близки идеи русского общинного социализма. Философ-материалист Серно-Соловьевич в понимании исторического процесса был идеалистом.

### Арест
Арестован 7 июля 1862 года вместе с Чернышевским и заключён в Петропавловскую крепость, где находился до 1865 года. В заключении он составил новую записку царю, в которой рассуждал о народе и о будущем правительства. Записку подшили к делу. Находясь в крепости, он писал Герцену и Огарёву: 

Я люблю вас, как любил; люблю все, что любил; ненавижу все, что ненавидел. Но вы довольно знали меня, чтоб знать все это. Молот колотит крепко, но он бьет не стекло. Лишь бы физика вынесла — наши дни придут ещё… Силы есть и будут. К личному положению отношусь совершенно так же, как прежде, обсуживая возможность его.
На общее положение взгляд несколько изменился. Почва болотистее, чем думалось. Она сдержала первый слой фундамента, а на втором все ушло в трясину. Что же делать? Слабому — прийти в уныние, сильному сказать: счастье, что трясина выказала себя на фундаменте, а не на последнем этаже — и приняться вбивать сваи. В клетке ничего не поделаешь: однако изредка просунешь лапу, да и цапнешь невзначай. Морят, думаю, по двум причинам: из политики, чтоб не поднимать лишнего шума, и в надежде пронюхать что-нибудь от новых жертв.

С Вами поступил не так, как бы хотел: да нечего делать. Пришлось быть Камнем, чтоб не сделаться Осинником. Были и такие: только я от петухов не плачу, а гадов отпихиваю ногой.
Гибель братьев разрывает мне сердце. Будь я на воле, я извергал бы огненные проклятия. Лучшие из нас — молокососы перед ними, а толпа так гнусно подла, что замарала бы самые ругательные слова. Я проклял бы тот час, когда сделался атомом этого безмозгло-подлого народа, если бы не верил в его будущность. Но и для неё теперь гораздо больше могут сделать глупость и подлость, чем ум и энергия, — к счастию, они у руля…
Дитя будет, но должно созреть. Это досадно, но все же лучше иметь ребёнка, чем ряд выкидышей. Природа вещей не уступает своих прав. Но в умственном мире её можно заставить работать скорее или медленнее.
Вас обнимаю так крепко, как только умею, и возлагаю на вас крепкие надежды: больше всего на время, потом на вас. Помните и любите меня, как я вас…
Был приговорён 10 декабря 1864 года к ссылке в каторжные работы на 12 лет и в вечное поселение в Сибири; 9 апреля 1865 года каторжные работы были отменены, вечное поселение — оставлено; 27 июня 1865 года он был отправлен в Тобольск.
В ссылке принимал участие в организации Кругобайкальского восстания 1866 года в Сибири, во время подготовки которого 14 (26) февраля 1866 года погиб.
Похоронен в Иркутске на Иерусалимском кладбище.